# Torneo Federal C
El Torneo Federal C fue un campeonato de fútbol, de quinta categoría, organizado por el Consejo Federal, órgano interno de la AFA que agrupa a los clubes indirectamente afiliados a ella, que provienen de las ligas regionales. El certamen reemplazó al Torneo del Interior.
Los clubes ganadores de sus respectivas ligas regionales, con el agregado, en algunos casos, de los que terminan en segunda o tercera posición, son los que clasificaron al torneo. En ocasiones, la concreción de una buena campaña en las ligas les otorgó el derecho, ya que muchos clubes campeones decidieron ceder sus plazas por cuestiones económicas o porque ya participaban de un certamen federal de una categoría superior.
Inicialmente, se jugaba durante el primer semestre de cada año, compartiendo calendario con el Torneo Federal B, sin embargo y tras la disputa del Torneo Complementario de 2016, el Federal C pasó a jugarse en el primer semestre, mientras que el Federal B comenzó a hacerlo en el segundo semestre. Finalmente, la edición 2018 fue el último campeonato que se disputó del Torneo Federal C, ya que el Consejo Federal resolvió a partir de 2019, unificar los federales B y C, dando origen al Torneo Regional Federal Amateur.

## Sistema de disputa 2016
El formato del torneo contará con dos etapas:
- Etapa clasificatoria:

Se dividió a los 269 equipos clasificados en 47 zonas de 4 equipos y 27 de 3 (total: 74 zonas). El mejor de cada zona, los segundos de los grupos integrados por cuatro clubes y los mejores siete segundos de las zonas de tres clasificaron a la Etapa Final.
- Etapa final:

Primera fase: Estuvo integrada por los 128 equipos clasificados de la Etapa clasificatoria. Se desarrollò por el sistema de eliminación directa a doble partido, uno en cada sede.
Segunda fase: Estuvo integrada por los 64 equipos ganadores de la fase anterior. Se desarrollò por el sistema de eliminación directa a doble partido, uno en cada sede.
Tercera fase: Estuvo integrada por los 32 equipos ganadores de la fase anterior. Se desarrollò por el sistema de eliminación directa a doble partido, uno en cada sede.
Cuarta fase: Estuvo integrada por los 16 equipos ganadores de la fase anterior. Se desarrollò por el sistema de eliminación directa a doble partido, uno en cada sede. 
Quinta fase: Estuvo integrada por los 8 equipos ganadores de la fase anterior. Se desarrollò por el sistema de eliminación directa a doble partido, uno en cada sede. Los 4 ganadores ascendieron al Torneo Federal B.

## Palmarés
| Temporada    | Campeones |
| ------------ | --- |
| 2015 Detalle | Sansinena (General Cerri) Sportsman (Carmen de Areco) Belgrano (San Nicolás) San Martín Iglesia (Rodeo) General San Martín Sportivo Guzmán Atlético Uruguay (CdU) |
| 2016 Detalle | Defensores de Esquiú (San José) ADIUR (Rosario) Atenas (Río Cuarto) Jorge Newbery (Comodoro Rivadavia) |
| 2017 Detalle | Olimpia Juniors (Caleta Olivia) Juan José Moreno (Puerto Madryn) Huracán (Ing. White) Independiente (Tandil) Atlético Baradero Sports (Salto) Central Argentino (La Banda) Atenas (Río Cuarto) Huracán (Las Breñas) Central Goya Arsenal (Viale) Juventud Pueyrredón (VT) Sportivo Del Bono Andes FBC (Gral. Alvear) Deportivo Aguilares Cachorros (Salta)                                   |
| 2018 Detalle | Unión San Martín Azcuénaga Argentinos del Norte (General Roca) El Fortín (Olavarría) Huracán (Saladillo) 9 de Julio (Chacabuco) Everton (La Plata) SC Victoria (San Luis) Fundación Amigos (Mendoza) Independiente (Fernández) 9 de Julio (Morteros) Villa San Antonio River Plate (Embarcación) Estudiantes (Resistencia) Don Orione (Barranqueras) Juventud Urdinarrain Atlético Carcarañá |

## Títulos por equipo
| Equipo                              | Títulos | Años títulos |
| ----------------------------------- | ------- | ------------ |
| Atenas (Río Cuarto)                 | 2       | 2016, 2017   |
| Sansinena                           | 1       | 2015         |
| Sportsman                           | 1       | 2015         |
| Belgrano (San Nicolás)              | 1       | 2015         |
| San Martín Iglesia (Rodeo)          | 1       | 2015         |
| General San Martín                  | 1       | 2015         |
| Sportivo Guzmán                     | 1       | 2015         |
| Atlético Uruguay                    | 1       | 2015         |
| Defensores de Esquiú (San José)     | 1       | 2016         |
| ADIUR (Rosario)                     | 1       | 2016         |
| Jorge Newbery (Comodoro Rivadavia)  | 1       | 2016         |
| Olimpia Juniors (Caleta Olivia)     | 1       | 2017         |
| Juan José Moreno (Puerto Madryn)    | 1       | 2017         |
| Huracán (Ing. White)                | 1       | 2017         |
| Independiente (Tandil)              | 1       | 2017         |
| Atlético Baradero                   | 1       | 2017         |
| Sports (Salto)                      | 1       | 2017         |
| Central Argentino (La Banda)        | 1       | 2017         |
| Huracán (Las Breñas)                | 1       | 2017         |
| Central Goya                        | 1       | 2017         |
| Arsenal (Viale)                     | 1       | 2017         |
| Juventud Pueyrredón (VT)            | 1       | 2017         |
| Sportivo del Bono                   | 1       | 2017         |
| Andes FBC (General Alvear)          | 1       | 2017         |
| Deportivo Aguilares                 | 1       | 2017         |
| Cachorros (Salta)                   | 1       | 2017         |
| Unión San Martín Azcuénaga          | 1       | 2018         |
| Argentinos del Norte (General Roca) | 1       | 2018         |
| El Fortín (Olavarría)               | 1       | 2018         |
| Huracán (Saladillo)                 | 1       | 2018         |
| 9 de Julio (Chacabuco)              | 1       | 2018         |
| 9 de Julio (Morteros)               | 1       | 2018         |
| Everton (La Plata)                  | 1       | 2018         |
| SC Victoria (San Luis)              | 1       | 2018         |
| Fundación Amigos (Mendoza)          | 1       | 2018         |
| Independiente (Fernández)           | 1       | 2018         |
| Villa San Antonio                   | 1       | 2018         |
| River Plate (Embarcación)           | 1       | 2018         |
| Estudiantes (Resistencia)           | 1       | 2018         |
| Don Orione (Barranqueras)           | 1       | 2018         |
| Juventud Urdinarrain                | 1       | 2018         |
| Atlético Carcarañá                  | 1       | 2018         |